# Samuel Kanyon Doe
Samuel Kanyon Doe (Tuzon, 6 maggio 1951 – Monrovia, 9 settembre 1990) è stato un politico e militare liberiano, presidente della Liberia dal 1986 al 1990.

## Biografia
Samuel Doe salì alla ribalta nel 1980, quando, sergente dell'esercito, guidò un colpo di Stato che depose il presidente Tolbert e lo mise a morte, un evento che pose fine a decenni di relativa stabilità. Doe si proclamò presidente del People's Redemption Council, di fatto presidente della repubblica. Doe rappresentava il gruppo etnico dei Krahn e fu il primo presidente liberiano non discendente dalla élite rappresentata dalla comunità degli ex-schiavi americani. Nel decennio che seguì, Doe permise ai Krahn di dominare la vita pubblica. Doe tentò di legittimare il suo regime con una nuova costituzione nel 1984 e con le elezioni legislative nel 1985. Tuttavia, l'opposizione e gli osservatori stranieri, compresi gli Stati Uniti, lo accusarono di brogli elettorali.
Con il tramonto della guerra fredda, gli USA cominciarono a sostenere meno il governo corrotto di Doe, riducendo gli aiuti finanziari. Questo fatto, combinato con la rabbia generata da diffusi favoritismi verso la sua tribù nativa, lo mise in una posizione molto difficile. Una guerra civile tra le fazioni di Doe, Prince Johnson, e Charles Taylor, iniziata nel dicembre del 1989, determinò l'epilogo del regime di Doe: questi, catturato dagli uomini di Johnson, fu sottoposto a torture e infine ucciso. La tragica fine di Doe è documentata in alcuni video che fecero il giro del mondo. In uno di questi, si vede Doe sottoposto a torture dinnanzi a Prince Johnson che lo interroga e ordina ai suoi uomini di tagliargli le orecchie.